# Fumo di Londra (film)
Fumo di Londra è un film del 1966 diretto, sceneggiato ed interpretato da Alberto Sordi, qui al suo esordio alla regìa.

## Trama
Dante Fontana, antiquario di Perugia e ammiratore maniacale della cultura britannica, si trova all'aeroporto di Fiumicino, accompagnato dall'amico Conte Bolla, dalla petulante moglie Anna, e dai due figli, Teresa e Carluccio. È in procinto di partire per Londra, col pretesto di partecipare ad un'asta per una scultura etrusca.
Giunto nella "City", si immedesima immediatamente nello stereotipo del gentleman britannico tipico, tentando di mascherare la propria italianità. Alloggia presso l'Hilton Hotel, in una camera con vista su Buckingham Palace. Corre quindi ad acquistare un completo "fumo di Londra", con bombetta, scarpe Lobb's, ombrello e pipa, e gira la città, immaginandosi ad assistere alle corse dei cavalli ad Ascot assieme alla famiglia reale, soffermandosi nella lettura del Times in Piccadilly Circus, e provando persino a mangiare piatti tipici inglesi, per poi desistere, ripiegando su un ristorante italiano. Il giorno dell'asta, varca la soglia di "Christie's", ed entra in competizione con l'anziana duchessa di Ruthford. Dante non si lascia sfuggire l'occasione di spacciarsi per il marchese Fontana, nipote di un nobile omonimo che la nobildonna conobbe anni addietro.
Sfumato l'affare, a favore della donna, Fontana viene da lei invitato a trascorrere qualche giorno presso la sua residenza, il Belvoir Castle, presso Grantham. Decide dunque di rimandare il suo ritorno in Italia.
Dopo una lunga camminata attraverso la Vale of Belvoir, giunto presso l'imponente maniero, resta estasiato dalla bellezza di quest'ultimo, e viene scambiato per un comune turista. Una volta chiarito l'equivoco, partecipa suo malgrado alla tradizionale caccia alla volpe. Alla sera, durante la cena, egli fa la conoscenza degli altri membri dell'aristocrazia locale, tra i quali la giovane ed affascinante nipote della duchessa, lady Elizabeth, dalla cui bellezza resta affascinato. Più tardi Fontana, alticcio dopo aver bevuto molti bicchieri di Porto assieme ad altri ospiti della Duchessa, scopre che il pezzo acquistato dalla sua ospite è un falso e si offre di conferirgli un aspetto più "antico". Recatosi nelle cucine, sotto gli sguardi ammirati delle amiche della Duchessa, cosparge la scultura di una misteriosa salsa di sua creazione, e la mette in forno, dove la lascerà per tutta la notte. Ritiratosi nella sua stanza, l'antiquario rinviene un biglietto misterioso contenente un invito, il quale recita: "La dama nella sua torre sotto il castello di pietra non può dormire, il suo letto è vuoto, la stanza dei giuochi è rosa come l'aurora, vieni mio caro vieni...a giocare un poco con me."
Dopo aver gironzolato invano per il castello, ed essere addirittura finito nelle stanze della Duchessa, desiste dal proposito di scoprire l'identità della "misteriosa signora". Il mattino seguente, alla presenza della Duchessa e delle sue amiche impazienti, scopre che la finta scultura etrusca si è incenerita, scatenando le ire della nobildonna, che lo costringe ad una repentina fuga per le campagne circostanti, inseguito dalle cannonate provenienti dal castello.
Dante, stremato e avvilito, ritrova Elizabeth sul treno di ritorno per Londra, capisce che è lei l'anonima autrice del biglietto, e si accorge che è rimasta delusa dal fatto che lui non abbia capito, la sera precedente. Decide così di rinviare nuovamente la sua partenza per l'Italia, e va a cercarla prima presso il college ove ella studia, e poi, non avendola trovata, in un noto locale di Richmond, dove ella gli presenta i suoi amici. La ragazza gli spiega il significato della nuova cultura giovanile e la promiscuità della relazione amorosa secondo la gioventù inglese. Dante, con indosso parrucca bionda e abiti della "nuova moda giovanile inglese", è oramai innamorato di Elizabeth, ma viene da lei rifiutato, e ripiega su un'amica di quest'ultima.
(Richmond Bridge)
Estasiato e inghiottito dal vortice dell'apparente vitalità giovanile della Swinging London, egli si unisce alla gang della giovane, vestendo mod, lo stile allora predominante, ma si ritrova coinvolto in una spaventosa rissa in un prato con una banda di rocker. Fontana scopre a sue spese la realtà di un'Inghilterra che sta rapidamente cambiando e del mito di una Londra oramai sul viale del tramonto. Arrestato dalla polizia, viene accompagnato all'aeroporto per essere rimpatriato. Mentre sta per salire sul volo che lo riporterà a casa, Dante si volta a guardare un'ultima volta la terra che tanto ama. Il suo ideale di Inghilterra è svanito per sempre? Forse no...

## Produzione
Il film è ambientato quasi interamente in Inghilterra. La maggior parte delle location si trova a Londra. L'albergo nel quale Dante Fontana alloggia al suo arrivo è il London Hilton on Park Lane Hotel, situato in Park Lane 22. Lo stesso albergo verrà utilizzato anche nel film Charleston con Bud Spencer. I negozi in cui l'antiquario acquista i vestiti e la pipa sono tra Piccadilly e Saint James Street. La casa d'aste è la celebre Christie's di Londra, in 8 King Street. 
Il castello nel quale Dante Fontana è ospitato dalla duchessa è il Castello di Belvoir, nel Leicestershire, utilizzato anche in altri film famosi come ad esempio Il piccolo Lord e Il codice da Vinci. Sono stati utilizzati anche gli interni e la casa rosa dove l'antiquario va a cercare l'anonima ragazza che gli ha dato un appuntamento per un incontro amoroso, situata nel parco del castello.
La bottega d’antiquariato di Dante Fontana si trova in Corso Vannucci a Perugia, al pianterreno del Palazzo dei Priori.

## Distribuzione
A livello internazionale il film è conosciuto come Thank You Very Much e Smoke over London.

## Colonna sonora
La colonna sonora è opera di Piero Piccioni. I due brani vocali del film sono cantati da Julie Rogers, che ebbe un momento di grande successo fra il 1963 e il 1965.
- You Never Told Me, scritta da Alberto Sordi, Robert Mellin e Piero Piccioni, introduzione cantata da Sordi, Lydia MacDonald e poi cantata da Julie Rogers
- Richmond Bridge, scritta da Alberto Sordi, L. De Domenico e Piero Piccioni, cantata da Julie Rogers.
- Famosa anche Mister Dante Fontana, traccia jazzeggiante e parecchio ritmata, sempre di Piccioni.

Nel film canta anche Lydia MacDonald, che era già stata vocalist per Piccioni, per esempio, nella colonna sonora di Agente 077 dall'Oriente con furore (1965) e in quella di Missione mortale Molo 83 (1966).

## Versione restaurata
Il 24 maggio 2018, presso il Teatro Morlacchi di Perugia, è stata presentata una copia integrale e restaurata del film della durata di 131', grazie alla collaborazione tra il Centro Sperimentale di Cinematografia - Cineteca Nazionale, depositario del Fondo Sordi, e la Fondazione Museo Alberto Sordi.

## Premi e riconoscimenti
- David di Donatello 1966: miglior attore protagonista (Alberto Sordi)